# Леваи, Золтан
Золтан Леваи (венг. Zoltán Lévai; 30 января 1996 года) — венгерский борец греко-римского стиля, серебряный призёр чемпионата Европы 2020 года.

## Биография
Родился в 1996 году. Борьбой занимается с 2000 года. С 2011 года в ранге кадета начал выступать на международной арене. Является призёром европейских и мировых чемпионатов по борьбе среди кадетов, юниоров и спортсменов не достигших возраста 23-х лет. В 2016 году победил на чемпионате Европы среди юношей. В 2017 и в 2019 годах одерживал победы на чемпионатах Европы среди спортсменов не старше 23-х лет.
В 2019 году впервые в карьере принял участие на взрослом чемпионате мира, который состоялся в Казахстане. В весовой категории до 82 кг он занял итоговое девятое место.
В феврале 2020 года на чемпионате континента в итальянской столице, в весовой категории до 77 кг Золтан в схватке за золотую медаль уступил спортсмену из Азербайджана Санану Сулейманову и завоевал серебряную медаль европейского первенства.
В апреле 2024 года на Европейском квалификационном турнире в Баку ему удалось дойти до полуфинала в весовой категории до 77 кг, где он уступил борцу из Финляндии.